# Foc de Casserres
El foc de Casserres fou una batalla que tingué lloc el 18 d'agost del 1873 en el context de la Tercera Guerra Carlina. Va succeir entre Casserres i Gironella (el Berguedà), amb una derrota al principi carlista, però que acabà amb un contraatac carlí exitós que expulsà els liberals a l'altra banda del riu Llobregat.
Alguns comandants notables que van participar-hi per part del bàndol carlí foren Rafael Tristany i Parera, F. Tristany, Alfons Carles de Borbó, Francesc Savalls i Martí Miret. D'altra banda, les unitats que varen lluitar en el bàndol liberal foren els Voluntaris de Berga, Brigada Casanova amb Guàrdies Civils i Enginyers, Brigada Casanova Cuba i Catalunya, Brigada de Reis Tarifa i Bailén, una artilleria de muntanya protegida per les cavalleries d'Almansa i Alcàntara.